# Luís II da Hungria
Luís II (em húngaro: II. Lajos; em tcheco/checo: Ludvík Jagellonský; em croata: Ludovik II.; em eslovaco: Ľudovít II.; Buda, 1 de julho de 1506 – Mohács, 29 de agosto de 1526) foi Rei da Hungria, Croácia e Boêmia de 1516 até a sua morte na Batalha de Mohács.

## Início da Vida
Em seu nascimento prematuro em Buda, em 1 de julho de 1506, os médicos da corte o mantiveram vivo matando animais e envolvendo-o em suas carcaças quentes como uma incubadora primitiva. Ele era o único filho de Vladislau II da Hungria e sua terceira esposa, Ana de Foix-Candale. Tinha uma irmã mais velha, Ana.

## Coroação
Vladislau II tomou medidas para garantir uma sucessão tranquila, organizando para que o menino fosse coroado em sua própria vida; a coroação de Luís como rei da Hungria ocorreu em 4 de junho de 1508 na Basílica de Alba Régia, e sua coroação como rei da Boêmia foi realizada em 1509 na Catedral de São Vito.

### Rei da Hungria e Croácia
Em 1515, Luís II foi casado com Maria da Áustria, neta do imperador Maximiliano I, conforme estipulado pelo Primeiro Congresso de Viena em 1515. Sua irmã Ana foi casada com o irmão de Maria, Fernando, então governador em nome de seu irmão Carlos V, e mais tarde, o imperador Fernando I. Durante a maior parte de seu reinado, ele foi o fantoche dos magnatas e mantido em tal penúria que muitas vezes era obrigado a penhorar suas jóias para obter comida e roupas suficientes. Seus guardiões, cardeal Tamás Bakócz e Jorge, Margrave de Brandemburgo-Ansbach, vergonhosamente o negligenciou, desperdiçou as receitas reais e distraiu todo o reino com suas intermináveis dissensões. As coisas pioraram ainda mais com a morte do cardeal Bakócz, quando os magnatas Estêvão Báthory, João Zápolya e Estêvão Werbőczy brigaram furiosamente e usaram as dietas como ferramentas.

### Rei da Boêmia
Como rei da Boêmia, Luís ficou conhecido como "Luís, o Menino". As primeiras moedas de Táler foram cunhadas durante seu reinado na Boêmia, posteriormente dando o nome aos dólares usados em diferentes países. Eles o denominam corretamente como "Luís, o Primeiro, pela graça de Deus, rei da Boêmia".

## Guerra com os turcos

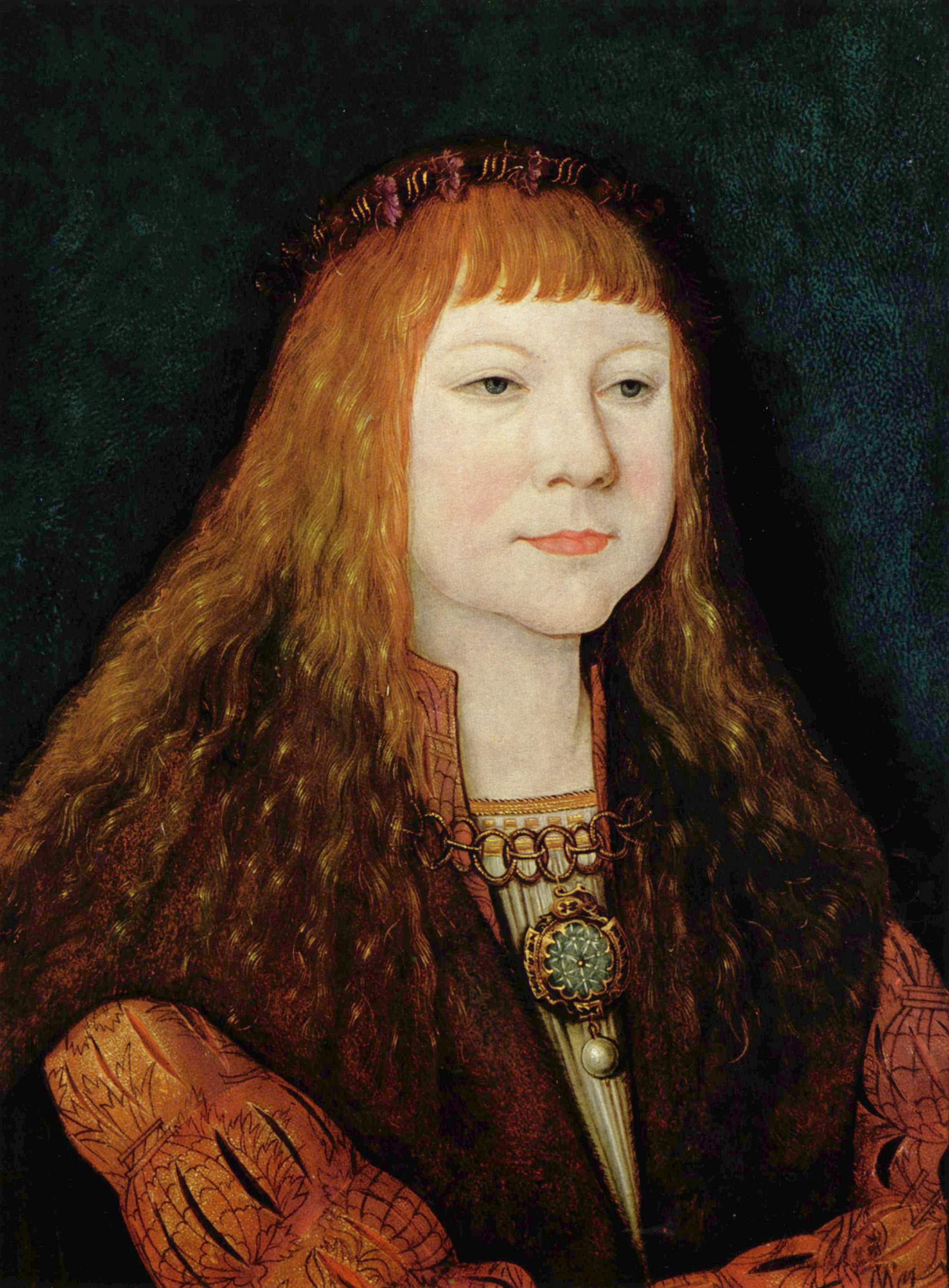
O jovem Luís II, por volta de 1515, de Bernhard Strigel

Após a morte de seu pai em 1516, o menor Luís II ascendeu ao trono da Hungria e da Croácia. Luís foi adotado por Maximiliano I do Sacro Império Romano-Germânico em 1515. Quando Maximiliano I morreu em 1519, Luís foi criado por seu tutor legal, seu primo Jorge, Margrave de Brandemburgo-Ansbach.
Após a ascensão ao trono de Solimão I, o sultão enviou um embaixador a Luís II para coletar o tributo anual a que a Hungria fora submetida. Luís recusou-se a prestar o tributo anual e mandou executar o embaixador otomano e enviou a cabeça ao sultão. Luís acreditava que os Estados Papais e outros estados cristãos, incluindo Carlos V do Sacro Império Romano-Germânico, o ajudariam. Este evento acelerou a queda da Hungria.
A Hungria estava em um estado de quase anarquia em 1520, sob o domínio dos magnatas. As finanças do rei eram uma bagunça; ele tomou emprestado para cobrir as despesas domésticas, apesar do total de cerca de um terço da renda nacional. As defesas do país enfraqueceram quando os guardas de fronteira não foram remunerados, as fortalezas ficaram em ruínas e as iniciativas para aumentar os impostos para reforçar as defesas foram sufocadas. Em 1521, o sultão Solimão, o Magnífico, estava bem ciente da fraqueza da Hungria.
O Império Otomano declarou guerra ao Reino da Hungria, Solimão adiou seu plano de cercar Rodes e fez uma expedição a Belgrado. Luís não conseguiu coordenar e reunir suas forças. Ao mesmo tempo, a Hungria não conseguiu obter assistência de outros estados europeus, que Luís esperava. Belgrado e muitos castelos estratégicos na Sérvia foram capturados pelos otomanos. Isso foi desastroso para o reino de Luís; sem as cidades estrategicamente importantes de Belgrado e Šabac, a Hungria, incluindo Buda, estava aberta a novas conquistas turcas.

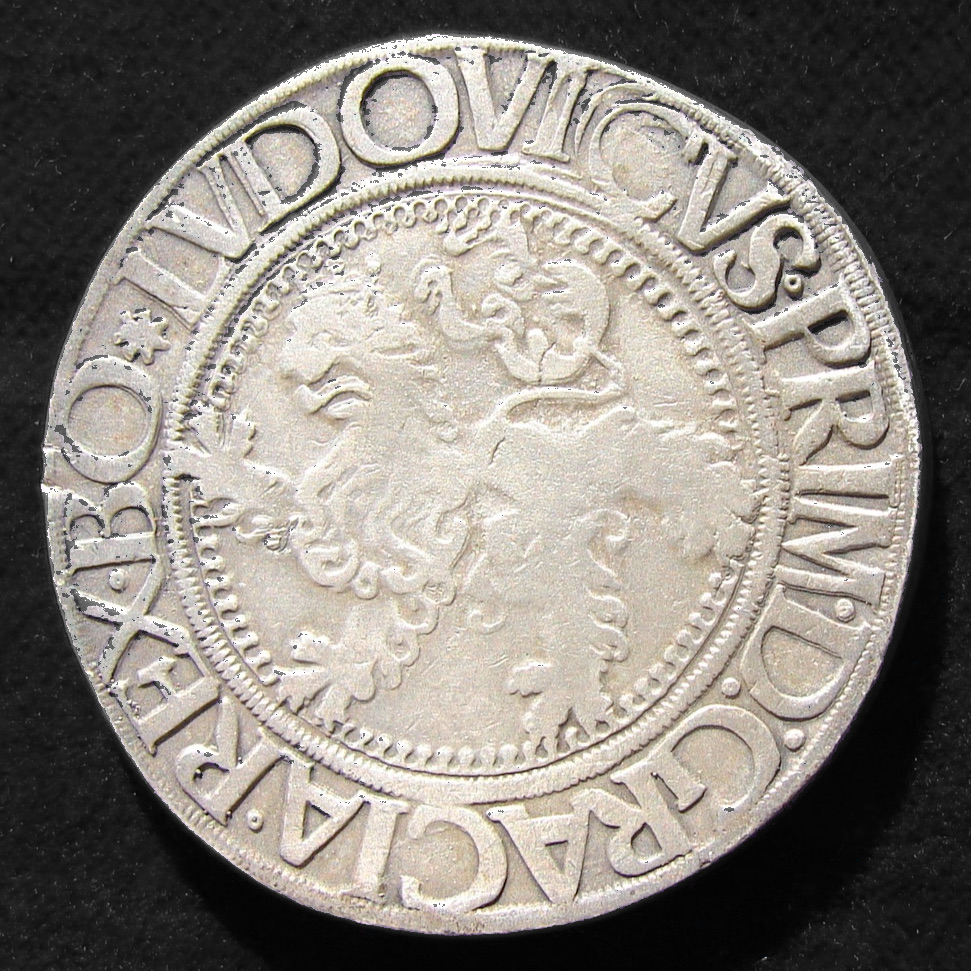
Moeda do Reino da Boêmia (1525) foi o primeiro Táler (dólar). Este é o seu lado oposto, com o Leão Boêmio e o nome de Luís / Ludovicus.

Após o cerco de Rodes, em 1526, Solimão fez uma segunda expedição para subjugar toda a Hungria. Luís cometeu um erro tático quando tentou parar o exército otomano em uma batalha de campo aberto com um exército medieval, armas de fogo insuficientes e táticas obsoletas. Em 29 de agosto de 1526, Luís liderou suas forças contra Solimão na desastrosa Batalha de Mohács. O exército húngaro estava cercado pela cavalaria otomana em um Movimento de pinça, e no centro os cavaleiros e a infantaria húngaros foram repelidos e sofreram pesadas baixas, especialmente dos canhões otomanos bem posicionados e dos mosqueteiros janízaros bem armados e treinados.
Quase todo o exército real húngaro foi destruído no campo de batalha. Durante o retiro, o rei de vinte anos morreu quando caiu do cavalo enquanto tentava subir uma ravina íngreme do riacho Csele. Ele caiu no riacho e, devido ao peso de sua armadura, ele não conseguiu se levantar e se afogou. Como Luís não tinha filhos legítimos, Fernando foi eleito sucessor nos Reinos da Boêmia e Hungria, mas o trono húngaro foi contestado por João Zápolya, que governava as áreas do reino conquistadas pelos turcos como cliente otomano.

## Descendência ilegítima
Embora o casamento de Luís II permanecesse sem filhos, ele provavelmente teve um filho ilegítimo com a ex-dama de companhia de sua mãe, Angelitha Wass. Este filho foi chamado João (em húngaro: János). Esse nome aparece em fontes em Viena como János Wass ou János Lanthos. O sobrenome anterior é o nome de solteira de sua mãe. O último sobrenome pode se referir à sua ocupação. "Lanthos" significa "lutenista" ou "bardo". Ele recebia rendas do Tesouro Real regularmente.

## Legado
Ao norte da cidade de Mohács, há um monumento de 5 metros de altura para a memória de Luís II. Ele está localizado perto do local da morte de Luís no Csele Stream. No monumento há uma placa de bronze que mostra Luís caindo de seu cavalo. No topo do monumento há uma figura de um leão adormecido. Soma Turcsányi, tenente hussardo, às suas próprias custas, construiu a coluna comemorativa original em 1864. Foi reconstruída em 1897. O monumento foi restaurado pelo governo local em 1986.